# فحص نخاع العظم
يشير فحص نخاع العظم إلى التحليل الباثولوجي لعينات من نخاع العظم أخذت منه إما من خلال أخذ خزعة نخاع العظم (والتي غالبا ما تسمى بـ (الخزعة بالمنقب فحص نخاع العظم)، أو من خلال شفط (سحب (aspiration)) نخاع العظم. ويُستخدم فحص نخاع العظم لتشخيص عدد من الأمراض، بما في ذلك سرطان الدم، والورم النخاعي المتعدد، وسرطان الغدد الليمفاوية (لمفوما)، وفقر الدم، ونقص في كريات الدم الشاملة. ينتج نخاع العظم العناصر الخلوية للدم، بما في ذلك الصفائح الدموية، وخلايا الدم الحمراء، وخلايا الدم البيضاء. وعلى الرغم من أنه يمكننا استخلاص العديد من المعلومات من خلال فحص الدم نفسه (المأخوذ من الوريد من خلال السحب الوريدي)، إلا أنه في بعض الأحيان يكون من الضروري فحص مصدر خلايا الدم في نخاع العظم للحصول على مزيد من المعلومات حول عملية تكوُّن الدم، فهذا هو الهدف من شفط نخاع العظم والخزعة المأخوذة منه.

## مكونات إجراء الفحص

خزعة من نخاع العظم كما تظهر تحت المجهر(مصبوغة بصبغة (E&H))

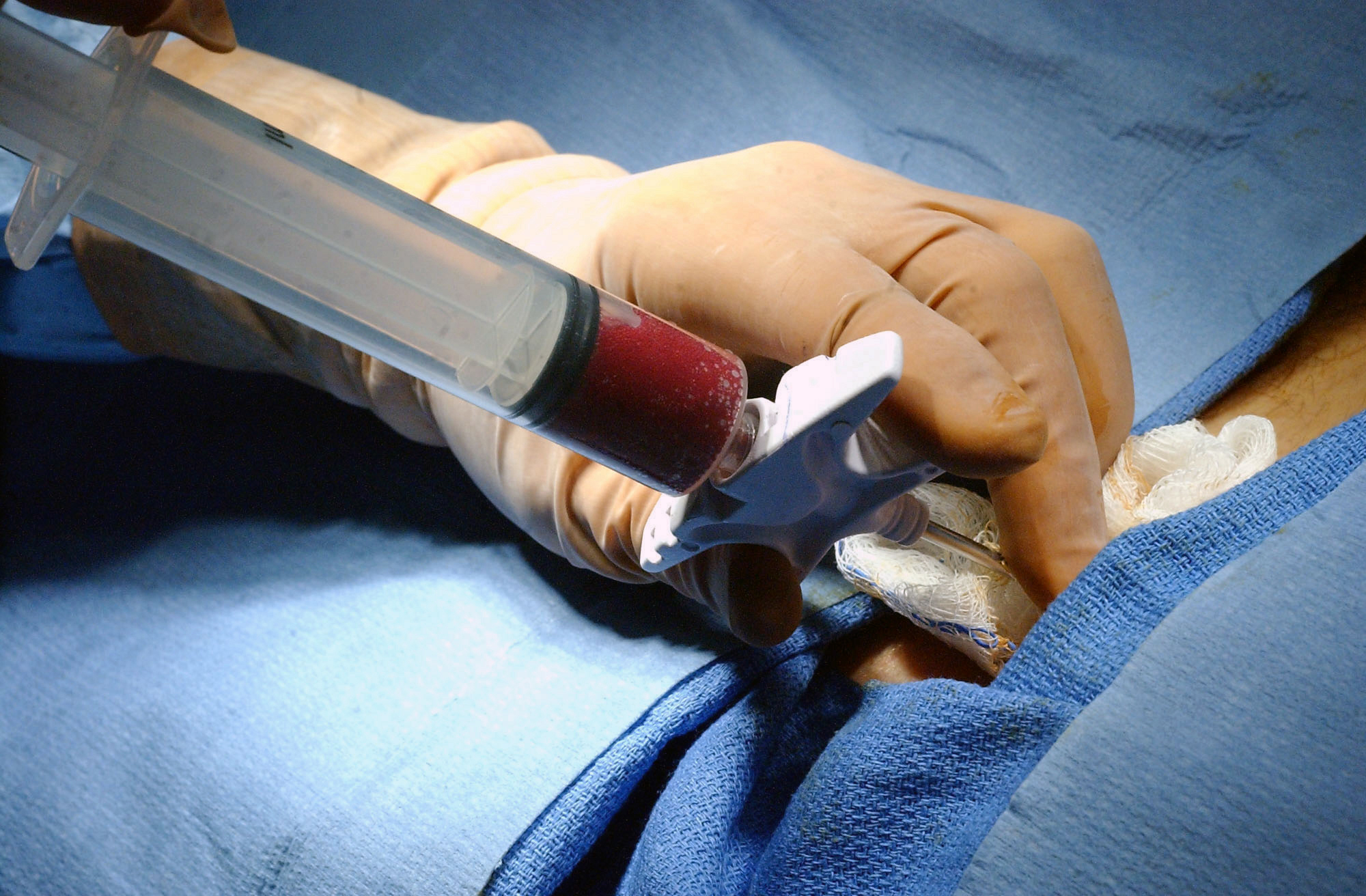
سحب (شفط) نخاع العظم.

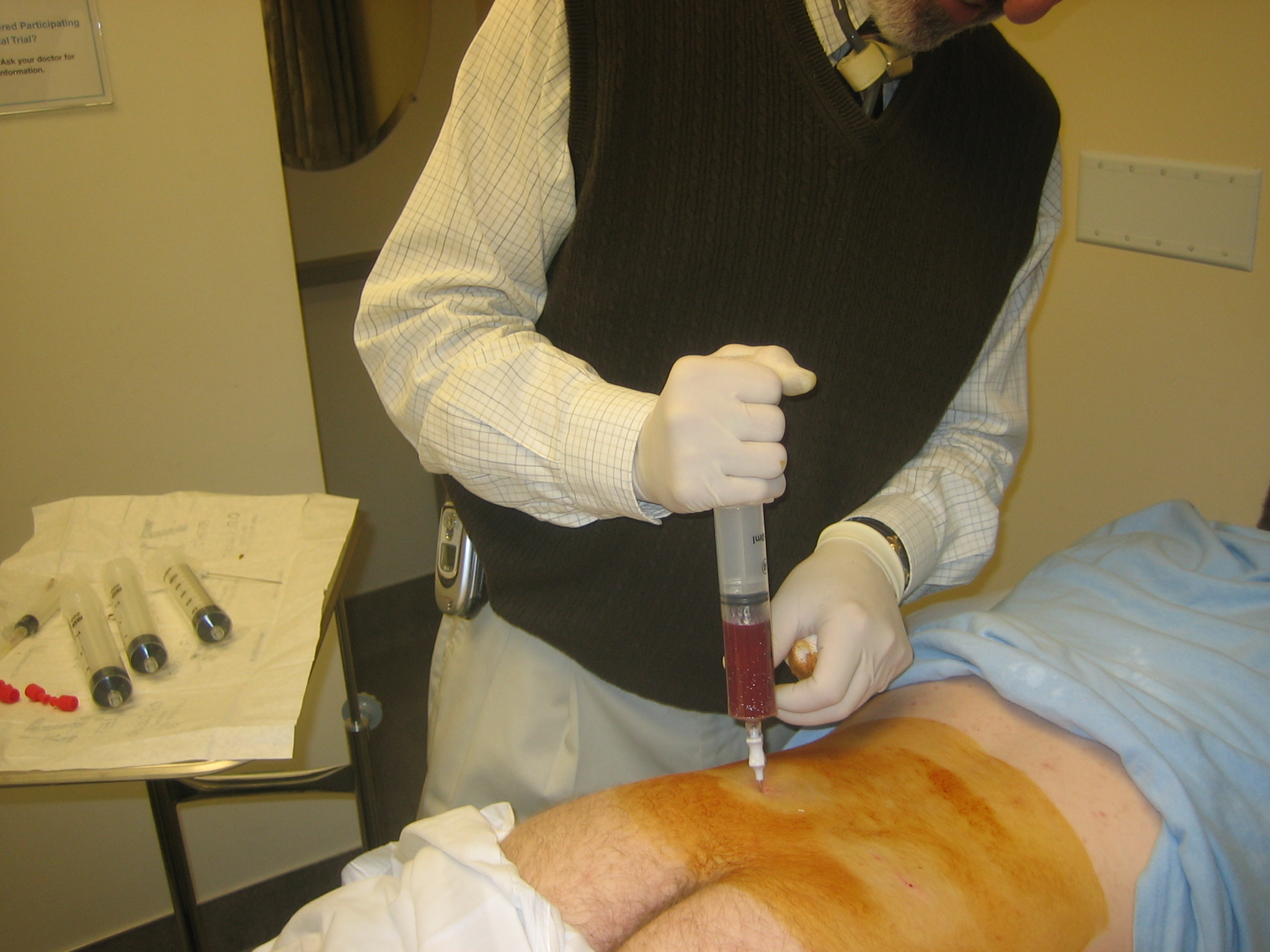
سحب نخاع عظم من متبرع للأبحاث العلمية.

يتم الحصول على عينات من نخاع العظم من خلال الشفط أو الخزعة (قطعة من نخاع العظم)، وفي بعض الأحيان يتضمن هذا الفحص كلاً منهما معا. وينتج من عملية الشفط نخاع عظم شبه سائل، والذي يتم بعد ذلك فحصه من قبل أخصائي الأمراض باستخدام المجهر الضوئي وتحليله من خلال التدفق الخلوي، تحليل الكروموسومات، أو سلسلة تفاعلات انزيم البلمرة (PCR). وبشكل متكرر فإنه يتم أخذ خزعة من نخاع العظم حيث تكون هذه القطعة اسطوانية الشكل ضيقة، عرضها 2 ملم وطولها 2 سم (80 ميكرولتر)، ويتم فحصها مجهريا (بمساعدة الكيمياء النسيجية المناعية أحيانا) للنظر إلى عدد الخلايا وشكلها وفيما إذا كانت قد تم تخللها مع مواد أو خلايا أخرى. يستخدم بعملية الشفط حقنة 20 مل، ونحصل على 300 ميكرولتر تقريبا من نخاع العظم.لا ينصح بحجم أكبر من 300 ميكرولتر وإلا فإنه يتم تخفيف العينة بالدم المحيط به.
|         | الشفط | الخزعة                                                                                           |
| ------- | --- | ------------------------------------------------------------------------------------------------ |
| المزايا | - سريع - بعطي عينة تحوي أنواع مختلفة من الخلايا - امكانية اجراء فحوصات أخرى على العينة، على سبيل المثال الوراثة الجزيئية، والتدفق الخلوي | - تعطي خلايا والمادة المحيطة بها - العينة تمثل جميع انواع الخلايا في نخاع العظم - توضح السبب.... |
| العيوب  | لا تمثل جميع الخلايا | العملية بطيئة                                                                                    |

ملاحظة: عملية الشفط (السحب) لا تمثل جميع أنواع الخلايا كما في حالة السرطان الليمفاوي.

## موقع إجراء الفحص
تتم عملية أخذ الخزعة أو الشفط (السحب) من نخاع العظم على الجزء الخلفي من العظم (عرف حرقفي) الحرقفي (Hip bone) أو عرف الحرقفة الخلفي (posterior iliac crest). يمكن سحب عينة من عظمة القص (عظمة الصدر (sternum)) حيث يستلقي المريض على ظهره ويضع وسادة أسفل كتفه لرفع منطقة الصدر. بينما لا يجوز أخذ خزعة من هذه العظمة (عظمة الصدر) بسبب مخاطر إصابة الأوعية الدموية، أو الرئتين، أو القلب. كما يمكن تطبيق عملية السحب من نخاع العظم على عظمة الظنبوب (عظمة الساق (shinebone)) عند الأطفال لعمر السنتين بينما في كثير من الأحيان يتم السحب من النتوء النخاعي (spinous process) في منطقة البزل القطني (lumbar puncture position) وعلى الفقرات من L3-L4.
يستخدم التخدير للتقليل من مساحة الألم في موضع إدخال الإبرة. يمكن أن يحدث ألم عند إدخال الإبرة إلى النخاع حيث لا يمكن تخديره، ويستمر الألم لفترة قصيرة بعد عملية التخدير. الخبرات ليست متشابهة ; فهي تختلف من مريض لأخر فكل منهم يسجل مستويات مختلفة من الألم، ومنهم من لا يحدث معه ألم في أي من النقاط المتوقعة.

## كيفية إجراء الفحص

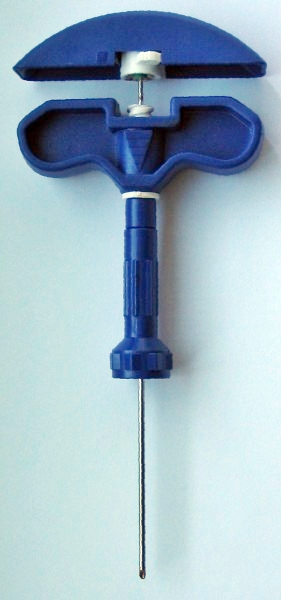
الإبرة المستخدمة لسحب نخاع العظم مع مرود قابل للإزالة.

يمكن إجراء فحص نخاع العظم في مكتب مقدم الرعاية الصحية أو في المستشفى. وعادة ما يتطلب أخذ موافقة مسبقة لإجراء هذا الفحص. حيث يطلب من المريض أن يستلقى على بطنه (وضعية الرقود) أو على جنبه (وضعية الاستلقاء الجانبي). يتم تطهير الجلد ويتم حقن مخدر موضعي مثل الليدوكائين أو البروكين (بروكائين) لتخدير المنطقة. كما ويعطى للمريض مسكنات أو أدوية مضادة للقلق قبل المعالجة، وهذه ليست ممارسة روتينية.
عادةً، يتم تنفيذ الفحص بطريقة السحب (الشفط) أولا. حيث يتم إدخال إبرة باستخدام القوة والضغط اليدوي حتى ترتكز على العظام ثم يقوم الطبيب بيديه ومعصميه بحركة التواء ويتم إدخال الإبرة خلال القشرة العظمية (الطبقة الخارجية الصلبة من العظام bony cortex) وإلى التجويف النخاعي (marrow cavity)، فعند وصول الإبرة إلى التجويف النخاعي يتم سحب (sucking out) نخاع العظم السائل. يتم القيام بحركة الالتواء أثناء السحب لتجنب المحتوى الزائد من الدم في العينة والتي يمكن تحدث إذا تم أخذ عينة كبيرة جدا من نفس النقطة.
بعد ذلك، يتم إجراء طريقة الخزعة عند الحاجة. حيث يتم إدخال إبرة أكبر (trephine needle) إلى القشرة العظمية. ثم تقدم الإبرة مع حركة اللف والاستدارة للحصول على عينة صلبة من نخاع العظم. ثم يتم إخراج هذه القطعة جنباً إلى جنب مع الإبرة. عادة ما تستغرق هذه العملية بالكامل 10-15 دقيقة.
إذا تم أخذ العديد من العينات، فإنه يتم التخلص من الإبرة بين العينات لتجنب حدوث تخثر بالدم.

## بعد إجراء الفحص
بعد انتهاء إجراءات الفحص، يطلب من المريض أن يستلقي لمدة 5-10 دقائق لتوفير الضغط على موضع العملية. وبعد ذلك إذا لوحظ عدم حدوث نزيف فإنه يكون بإمكان المريض النهوض والذهاب لممارسة نشاطاته الاعتيادية. ويمكن استخدام الباراسيتامول (ويعرف أيضا باسم اسيتامينوفين (acetaminophen)) وغيره من المسكنات البسيطة للتقليل من الألم، وهذا الألم شائع لمدة 2-3 أيام بعد إجراء العملية. عند حدوث تف اقم للألم، احمرار، حرارة، نزيف، أو تورم فهذا يشير إلى احتمالية حدوث مضاعفات. وينصح المرضى بتجنب غسل مكان العملية لمدة 24 ساعة على الأقل من فترة إجراء العملية.

## الموانع
هناك القليل من الموانع لإجراء فحص نخاع العظم. من المهم معرفة أن قلة عدد الصفائح الدموية أو اضطرابات النزف لا تعتبر من الموانع طالما يتم إجراء الفحص من قبل طبيب ماهر. يمكن القيام بهذا الفحص (بطريقتيه: الشفط أو الخزعة) بأمان حتى في حالة الانخفاض الحادقلة الصفيحات في عدد الصفائح الدموية. إذا كان هناك التهاب في الجلد أو في الأنسجة اللينة في منطقة الورك (مكان إجراء العملية) يجب اختيار موقع آخر لإجراء الفحص.

## المضاعفات
إن حدوث ألم خفيف لمدة 12-24 ساعة بعد إجراء الفحص أمر شائع، والمضاعفات الخطيرة أمر نادر للغاية. أجريت دراسة كبيرة على 55,000 حالة فحص نخاع عظم تقريبا، 26 منها كانت نتائجها سلبية خطيرة (0.05%)، تتضمن حالة وفاة. نفس الكاتب جمع ما يزيد على 19,000 حالة فحص نخاع عظم في المملكة المتحدة عام 2003 وجد فيها 16 حالة كانت نتائجها سلبية (0.08% من كامل الإجراءات)، والأكثر شيوعا كانت حالات نزيف. في هذا التقرير، رغم أن حدوق مضاعفات أمر نادر إلا أن هناك حالات فردية خطيرة.

## وصلات خارجية
- An Illustrated Guide to Performing the Bone Marrow Aspiration and Biopsy نسخة محفوظة 15 أبريل 2012 على موقع واي باك مشين.
- MedlinePlus: Bone marrow biopsy
- eMedicine: Bone Marrow Aspiration and Biopsy
- Bone Marrow Smear preparation (video) by Craig E. Litz, M.D.
- Vidacare OnControl Bone Marrow Biopsy and Aspiration System